# Београдска политехника
Београдска политехника је висока школа струковних студија која се налази у Београду на општини Савски венац. Основана је 1959. године као „Виша техничка обућарска школа“. У почетку су постојала два занимања обућар и кожар. Временом се број смерова повећао, а установа је преименована у „Вишу политехничку школу“, да би након 2007. године понела данашњи назив. ВШСС Београдска Политехника се налази се у улици Катарине Амброзић 3, на Звездари. Школа има Основне, Специјалистичке и Мастер студије.

## Историјат
Београдска политехника основана је 1. јула 1959. године као Виша техничка обућарска школа у Београду, а званично је почела са радом 1. новембра исте године. Школа је тада имала два одсека: обућарски и кожно-галантеријски. За првог директора школе изабран је професор Михаило Михаиловић, а као предавачи кроз школу су прошли многи угледни професори попут Надежде Ракић-Крунић, Анте Абрамовића, Слободана Димитријевића, Бориса Мосусова, Боривоје Прокића, Крста Ристића и многи други. Године 1974. основан је кожарско-крзнарски смер тако да је од тада школа образовала кадрове за целу кожарско-прирађевачку индустрију.
Услед потребе за новим кадровима услед развијене индустрије, школа добија нове профиле па тако од 1980. године школа образује и стручњаке за индустрију пластичних маса и гуме, али и папира, док су на смеру Организација производње образовани стручњаци - Инжењери за одржавање средстава за рад, за разне индустријске гране. У том периоду се дешава и реформа вишег и високог па су многи профили сједињени и сведени на мањи број па је тако школа образовала стручњаке 7 степена образованих профила под именом: Инжињер технологије за обраду и прераду коже и крзна и Инжињер технологије за полимере. Исте године, 1980. уведена је група за производњу кожне галантерије, а већ од 1990. године школа почиње да образује и инжењере технологије за графичку индустрију. Четири године касније образују се и Инжењери за екологију, Инжењери технологије за управљање квалитетом и Инжењери за дизајн. Укупно шест одсека, све до 1999. године када се груписањем и трансфорамцијом дели на три: 1. Одсек за технологију коже и полимера, 2. Одсек за графичку технологију, 3. Одсек за дизајн, у кој сваки обухвата по неколико смерова.
Школа наставља да се мења и усавршава, па је следећу велику промену имала 2002. године од када је одлучено да студије у овој установи трају три године. И тада упркос прегруписавању смерова и даље остају три главна одсека. Своје постојеће планове ускладила је са болоњском декларацијом, а 2007. коначно добија уверење о акредитацији студијских програма. До 2007. године у Школи је дипломирало око 4.000 студената. Данас Политехника има два одељења а новитет су смерови Заштите животне средине и Безбедности и здравља на раду.
Током година Школа је стално мењала име. Први назив био је Виша техничарска обућарска школа али је са интеграцијом Више техничке машинске школе, Више текстилне техничке школе и Више геодетске школе, добила назив Виша техничка школа – ООУР Технолошки одсек. Циљ ове интеграције био је смањење трошкова, коришћење заједничких просторија, афитеатара и учионица. Нажалост буџетска средства бивају преусмерена на друге ствари па пројекат Више техничке школе није успео те је она 1983. под тим називом угашена. Од тада Школа наставља да ради као самостална образована установа носећи назив Виша политехничка школа. Садашњи назив добија 2007. године под пуним називом Висока школа струковних студија – Београдска политехника. У Београдској политехници, у школској 2012/13. години, у свим годинама основних студија уписано је око 1500 студената.
Крајем 2009. године добијен је сертификат за успостављање система менаџмента квалитетом. Сертификацију система, према стандарду SRPS ISO 9001:2015 извршио је JUQS – Београд, чиме је добијен и сертификат од стране IQNet (The International Certification Network), међународног удружења сертификационих тела.
Београдска политехника је 2012. године успешно завршила други циклус акредитације установе и постојећих студијских програма, као и два нова, трећи циклус акредитације установе и студијских програма успешно је реализован током 2017. и 2018. године. Школа сада има четрнаест акредитованих студијских програма основних, специјалистичких и мастер струковних студија.

## Изложбе, ревије, пројекти
Висока школа струковних студија - Београдска политехника, традиционално у априлу, у Галерији Дома културе Студентски град- Нови Београд, организује изложбу студенских радова Одељења за дизајн, као интегрални део наставног процеса. Изложба обухвата обухвата све сегменте савременог дизајна и уметности, како на пољу графичког дизајна, модног дизајна, индустријског дизајна тако и ентеријера и плаката, при чему студенти показују напредак и своја стечена знања.
Школа учествује у разним пројектима сарађујући како са домаћим фирмама тако и са страним гостима. Преко Италијанског института из Бепограда, организована је десетодневна радна посета представника из Тоскане. У пројекту је учествовало 14 студената који су ангажовано урадили дизајнерска решења уз искуство италијанских предавача. Пројекат је похваљен од стране директора Института, представници конзорцијума из Тоскане су били задовољни, а сва догађања су забалежена на филму од 20 минута и каталогу у ком су представљени сви учесници са својим радовима.
Децембра 2011. године школа је организовала I Научно-стручни скуп са међународним учешћем „Политехника 2011 - у сусрет европским интеграцијама у области квалитета, безбедности, здравља на раду и заштите животне средине“. Скуп је организован у сарадњи са Министарство просвете, Управом за безбедност и здравље на раду и Инжењерском академијом Србије. Идеја је да скуп постане традиционалан и да се одржава сваке непарне године.
Понекад Београдска политехника учествује у програмима са другим институцијама па је било заједничких пројеката са Петом београдском гимназијом под називом „Београдски еколошки дизајн“ где су заједно имале изложбу у Скупштини града Београда, колаборацију са Народним Универзитетом Божидар Аџије по питању сарадње у припреми кандидата за полагање стручног испита о практичној оспособљености лица за обављање послова безбедности и здравља на раду.

## Адресе
Школа је често током година мењала адресу. При оснивању била је смештена у просторијама Шесте београдске гимназије, у улици Милана Ракића бр. 33 на Звездари. Половином јануара следеће године пресељена је у близини Пионирског парка, у Лазаревићевој улици бр. 1-а, али већ у новембру бива пребачена у улицу Војводе Степе бр. 82 на Вождовцу.
По решењу Секретаријата за просвету и културу Скупштине града Београда, школа се опет сели у септембру 1964. у Бранкову бр. 17, али добија на коришћење и зграду у Крфској бр. 7/1 (Сада улица Катарине Амброзић бр. 3) на Звездари где се налази и дан данас.

## Издаваштво
Један од циљева Школе јесте да својим студентима обезбеди адекватам материјал за учење. После оснивања школе, 1959. настала је потреба за писанов стручном грађом па су професори већ 1961. почели са штампањем првих рукописа који ће све до 1969. бити у форми ауторизованих скрипти. Од тада, почело се са издавањем адекватних уџбеника и та политика траје до данашњег дана. Године 1998. оснива се фонд за издавачку делатност који у сарадњи са професорима и сарадницима плански и организовано припрема нова издања уџбеника, скрипти и других публикација за потребе образованог процеса. По класификацији у складу са законом о уџбеницима у школи се користе уџбеници, помоћни уџбеници и скрипте. До 2009. године издато је 158 публикација, а ван њих идаваштво школе сваке године издаје Наставни календар за основне студије, Информатор за упис основних и специјалистичких струковних студија, Приручник за полагање пријемних испита, водиче, плакате, летке и др.

## Библиотека
Библиотека школе се налази на последњем спрату зграде Политехнике у улици Катарине Амброзић број 7 и свим студентима Београдске политехнике је доступна бесплатно. Школа поседује засебну рачунарску читаоницу са 13 рачунара где студенти имају приступ електронским базама података.
Библиотека поседује сва издања школе у виду обавезног примерка, набавља домаће и стране стручне књиге и има обавезу чувања дипломских и специјалистичких радова. Набавља и пружа обуку за Кобсон базу. Тренутно поседује привремени електронски каталог али је у плану повезивање на Кобис базу.
Библиотека је претплаћена на разне стручне часописе као што је Новум, Домус, РеФото, Вог, Техника, Заштита у пракси, Заштита плус, Квалитет и изврсност и многи други.

## Студијски програм

### Основне студије
У оквиру основних струковних студија постоји два одељења за Технологију и Дизајн

#### Одељење за технологију
Одељење за технологију је подељено на следеће смерове:
- Безбедност и здравље на раду
- Графичка технологија
- Заштита животне средине
- Менаџмент квалитетом
- Рециклажне технологије
- Графичко инжењерство

#### Одељење за дизајн
Одељење за дизајн је подељено на следеће смерове:
- Графички дизајн
- Дизајн индустријских производа
- Модни дизајн производа од коже
- Концепт и карактер дизајн

### Специјалистичке студије
У оквиру специјалистичких студија постоји једно одељење за технологије

#### Одељење за технологије
Одељење за технологију је подељено на следеће смерове:
- Графичка производња
- Оцењивање усаглашености производа и услуга
- Заштита на раду
- Управљање отпадом

### Мастер студије
Мастер студије последују следеће смерове:
- Графички дизајн
- Инжењерство заштите